# Лагуна-де-Лече
Лагуна-де-Лече (исп. Laguna de Leche, рус. Молочная лагуна) — озеро (лагуна) в провинции Сьего-де-Авила (Куба). Также известно под названиями Laguna Grande и Laguna Grande de Morón. Крупнейшее естественное пресноводное озеро страны. Своё название получило в связи с тем, что его воды периодически становятся похожи на молоко, когда потоки из океана, с которым Лагуна-де-Лече связано узким каналом (сооружён в 1934—1940 годах, закрыт в 1988 году) через озеро Лагуна-де-Родонда, поднимают известняковые отложения с его дна.
Лагуна-де-Лече расположено в северной части провинции, расстояние от его северного края до залива Буэна-Виста составляет около 9 километров, расстояние от его южного края до города Морон — около 4 километров. Озеро вытянуто с северо-запада на юго-восток на 14,3 километров, его максимальная ширина — 7,5 километров, площадь — 67,2 км², объём — 0,1 км³. В западной части озера расположен крупный остров Кайо-Пахара размером 1,7 на 0,4 километра. Зеркало озера находится на высоте один метр над уровнем моря. Все берега озера болотистые, в мангровых зарослях, лишь на южном берегу, в одном месте, оборудована туристическая зона с хорошей подъездной дорогой, причалом, кафе, ресторанами и прочей сопутствующей инфраструктурой.
На озере во множестве обитают красные фламинго.